# Seznam kitajskih smučarskih tekačev
Seznam kitajskih tekačev na smučeh.

## C
- Čunšue Či

## J
- Bajani Džialin

## L
- Hongšue Li
- Šin Li

## M
- Činghua Ma
- Dandan Man

## S
- Šinghaj Sun

## W
- Kuerbandžjang Vuerkaiši

## X
- Venlong Šu

## Z
- Hu Džou